# واکنش بابیت
واکنش بابیت (به انگلیسی: Bobbitt reaction) یک نام واکنش در شیمی آلی است. نام این واکنش از نام شیمی‌دان آمریکایی جیمز بابیت (متولد ۱۹۳۰) گرفته شده‌است. این واکنش امکان سنتز استخلاف‌های ۱-، ۴-، و N- از ۴٬۳٬۲٬۱- تتراهیدروایزوکینولین‌ها و همچنین ایزوکینولین‌های استخلاف شده ۱- و ۴- را فراهم می‌سازد.

## طرح کلی واکنش
طرح واکنش زیر سنتز ۴٬۳٬۲٬۱-تتراهیدرویزوکینولین از بنزآلدهید و ۲٬۲-دی‌اتیل‌اتیل‌آمین را نشان می‌دهد.

## سازوکار واکنش
سازوکار احتمالی این واکنش در زیر نشان داده شده‌است:
ابتدا بنزالیمینواستال ۳ توسط تراکم بنزآلدهید ۱ و ۲٬۲-دی‌اتیل‌اتیل‌آمین ۲ ایجاد می‌شود. پس از تراکم، پیوند دوگانه C=N در ۳ هیدروژنه می‌شود و ۴ را تشکیل می‌دهد. سپس یک مولکول اتانول حذف می‌شود. سپس، ترکیب ۵ طی یک مرحله حلقه‌زایی ساخته می‌شود. پس از آن پیوند دوگانه C=C در ۵ هیدروژنه می‌شود؛ بنابراین، ۴٬۳٬۲٬۱-تتراهیدرویزوکینولین، ۶ تشکیل می‌شود.

## کاربردها
واکنش بابیت در تهیه برخی آلکالوئیدها مانند کارنجین، لوفوسرین، سالسولیدین، و سالسولین کاربرد دارد.

## همچنین ببینید
- واکنش پومرانز–فریچ